# Oost-Siberisch Laagland
Het Oost-Siberisch Laagland is een van de acht Russische grootlandschappen. 

## Geografie
Het uitgestrekte laagland dat zich uitsluitend ten noorden van de Noordpoolcirkel bevindt omvat het landschap rond de benedenloop van enkele rivieren zoals de Jana, de Indigirka en de Kolyma. Het westelijke gedeelte is de benedenvlakte van de Indigirka, het oostelijke dat van de Kolyma. Samen vormen ze het grote Oost-Siberische Laagland, dat zich ten zuiden van de kust van de Oost-Siberische Zee bevindt en in het westen, het zuiden en het oosten aan het Oost-Siberisch Bergland (met ander andere het Verchojanskgebergte, Tsjerskigebergte, Momagebergte, het Anjoejgebergte en het Joekagierenplateau) aansluit. 

## Uitzicht
Het grote en moerassige Oost-Siberisch Laagland werd ooit door gletsjers uitgeschuurd en vlak gemaakt. De rivieren zorgen er nu voor dat ze met hulp van hun sedimenten en ijsmassa's in de winter het door toendra beheerste landschap vervormen.